# Megapedion lefebvrei
Megapedion lefebvrei är en skalbaggsart som först beskrevs av Pierre Émile Gounelle 1909.  Megapedion lefebvrei ingår i släktet Megapedion och familjen långhorningar. Inga underarter finns listade i Catalogue of Life.